# Udaariyaan
Udaariyaan (en hindi: उड़ारियां) es una serie dramática de televisión india que se emitió por Colors TV. Producida por Sargun Mehta y Ravi Dubey, se estrenó el 15 de marzo de 2021. Fue anteriormente protagonizada Priyanka Chahar Choudhary, Isha Malviya, Ankit Gupta, Twinkle Arora y Hitesh Bharadwaj. Desde agosto de 2023, está protagonizada por Alisha Parveen Khan, Anuraj Chahal y Aditi Bhagat.

## Trama
Se forma un triángulo amoroso entre Fateh y las hermanas Tejo y Jasmine. Fateh y Tajo desean construir su futuro en Moga, mientras que Jasmine sólo tiene un sueño: ir a Canadá. Fateh se enamora de Jasmine, quien pronto rompe con él después de perder su trabajo. Tejo y Fateh se casan para salvar la reputación de la familia. Jasmine comienza a conspirar contra Tejo. Finalmente, Tejo y Fateh se enamoran y Jasmine se casa con el hermano de Fateh, Amrik. Angad, el ex prometido de Tejo, prende fuego a Tejo y se presume que este último está muerto.
En Londres, Jasmine y Amrik conocen a la doble de Tejo, Tanya, a quien se le asigna la tarea de averiguar sobre el asesinato de Tejo. Amrik muere mientras salva a Tanya de Angad, quien luego es encarcelado por sus crímenes. Jasmine resulta estar embarazada. Tanya encuentra a Tejo viva y la reúne con Fateh. Jasmine sufre un aborto espontáneo y finge su embarazo. Deja a un huérfano en el hospital, afirmando que es el hijo de Amrik y ella. Tejo y Fateh descubren la verdad, pero la mantienen en secreto para la felicidad familiar y crían a la niña, llamándola Nehmat. Jasmine se muda a Canadá y se casa con Yash.

### Seis años después
Jasmine regresa a la India con su hija Naaz, que sufre violencia doméstica por parte de Yash y su madre. Nehmat se entera de que es adoptada. Jasmine deja a Naaz en casa de los Sandhu. Nehmat y Naaz se unen y Tejo y Fateh deciden adoptar a Naaz. Desafortunadamente, Tejo, Fateh y todos los Virks mueren en un accidente.

### Dieciséis años después
Nehmat y Naaz son criados por Sandhus. Nehmat está enamorado de Ekam, un oficial en prácticas del IPS. Naaz sufre un complejo de inferioridad debido a la atención que recibe Nehmat y quiere arrebatarle la felicidad. El matrimonio de Nehmat está arreglado con Advait Kapoor. Presionada por Naaz, Nehmat se casa con Advait, quien la tortura. Jasmine regresa y se revela que Jasmine y el padre de Advait estuvieron detrás del accidente de los Virk. El matrimonio de Advait y Nehmat es anulado como hija de Jasmine, Harleen confirma que ella es la esposa legal de Advait. Ekam y Nehmat se acercan. Advait es encarcelado cuando intenta matar a Harleen, que ama a Ekam. El matrimonio de Ekam y Nehmat está arreglado, pero Nehmat deja a Ekam y es chantajeado por Jasmine. Bajo presión familiar, Ekam y Harleen se casan.

### Seis años después
Nehmat descubre que está embarazada del hijo de Ekam y se va con Sartaj. Da a luz a una hija, que fue robada por Harleen. A Nehmat le dicen que su hijo nace muerto mientras Harleen y Ekam adoptan al niño como Aliya. Nehmat descubre que está embarazada del hijo de Ekam y se va con Sartaj. Da a luz a una hija, que fue robada por Harleen. A Nehmat le dicen que su hijo nace muerto mientras Harleen y Ekam adoptan al niño como Aliya.

### Veinte años después
Aliya es mayor y quiere ir a Canadá para conocer a Harleen. Está enamorada de Armaan. En Canadá, Harleen está casada con Deepak Dhillon y su hija, Aasma, sueña con ir a la India. Aasma regresa a la India con Deepak, quien le promete a Harleen mantener a Aasma alejada de Ekam. Por suerte, Aasma y Armaan se siguen encontrando. El padre de Armaan, Sukhi, tiene enemistad tanto con Ekam como con Deepak. Alia, Armaan y Aasma intentan acabar con la enemistad entre las familias, sin conocer el pasado.
El matrimonio de Aasma y Armaan está arreglado y ambos no están de acuerdo. Aasma descubre que ella no es hija de Deepak y Deepak dejó a la hermana de Sukhi, Baby, y se fue de Canadá por Harleen. Para honrar a Deepak, Aasma finalmente se casa con Armaan y Aliya se vuelve más posesiva con Armaan.
Aasma comienza a enamorarse de Armaan, mientras Armaan es manipulado por Aliya para no informarle a Aasma sobre su plan. Finalmente, Aasma descubre la relación de Armaan y Aliya y los lleva a Canadá para cumplir sus sueños y le entrega los papeles del divorcio a Armaan. Aasma tiene el corazón roto y regresa a la India, pero luego descubre que Armaan y Aliya están en problemas y va a salvarlos. Armaan termina su relación con Aliya y comienza a perseguir a Aasma.
Aasma y Armaan finalmente se vuelven uno, pero Aliya se vuelve antagónica al tratar de separarlos. Aliya termina casándose con Raja para estar cerca de Armaan.

## Reparto

### Elenco principal
- Priyanka Chahar Choudhary como
  - Tejo Kaur Sandhu: hija de Satti y Rupinder; la hermana de Jasmine y Dilraj; la esposa de Fatah; madre adoptiva de Nehmat (2021-2022)
  - Tanya Gill: la doble de Tejo (2022)
- Isha Malviya como
  - Jasmine Kaur Sandhu: hija de Satti y Rupinder; la hermana de Tejo y Dilraj; ex interés amoroso de Fateh; la viuda de Amrik; la exesposa de Yash; madre de Naaz y Harleen (2021-2023)
  - Harleen Ahluwalia: Jasmine y la hija del Sr. Ahluwalia; la media hermana de Naaz; prima adoptiva de Nehmat; exesposa de Advait y Ekam; la esposa de Deepak; la madre de Asma; la madrastra de Aliya (2022-2023)
    - Radhika Matharu como la mayor Harleen Ahluwalia (2023-presente)
- Ankit Gupta como Fateh Singh Virk: hijo de Gurpreet y Khushbeer; Amrik, hermano de Simran y Mahi; el ex interés amoroso de Jasmine; el marido de Tejo; padre adoptivo de Nehmat (2021-2022)
- Twinkle Arora como Nehmat Sandhu Virk: la hija adoptiva de Tejo y Fateh; exesposa de Advait; la esposa de Ekam; la madre de Aliya (2022-2023)
  - Kevina Tak como el niño Nehmat Kaur Virk (2022)
  - Kimmy Kaur como el mayor Nehmat Kaur Virk Randhawa (2023-presente)
- Hitesh Bharadwaj como ASP Ekampreet «Ekam» Randhawa: hijo de Renuka y Jayveer; el hermano de Mallika; el ex marido de Harleen; el marido de Nehmat; el padre de Aliya y Aasma (2022-2023)
  - Saksham Kalia como el niño Ekampreet Randhawa (2022)
  - Sunny Arora como ASP mayor Ekampreet Randhawa (2023-presente)
- Alisha Parveen Khan como Aliya Randhawa: hija de Nehmat y Ekam; la media hermana de Aasma; la exesposa de Raja; esposa de Armaan (2023-presente)
  - Ananya Gambhir como niña Aliya Randhawa (2023)
- Anuraj Chahal como Armaan Gill: el hijo mayor de Sukhi y Rano; hermano de Rajá; Primo de Kannu y Mannu; el marido de Asma; segundo marido de Aliya (2023-presente)
  - Desconocido como niño Armaan Gill (2023)
- Aditi Bhagat como Aasma Dhillon Gill: hija de Harleen y Ekam; la hijastra de Deepak; la media hermana de Aliya; esposa de Armaan (2023-presente)

### Elenco recurrente
- Abhishek Kumar como Amrik Singh Virk: hijo de Gurpreet y Khushbeer; Fateh, Simran y hermano de Mahi (2021-presente)
- Ram Aujla como Khushbeer Singh Virk: esposo de Gurpreet; Padre de Fateh, Amrik, Mahi y Simran (2021-presente)
- Gurvinder Gauri como Gurpreet Singh Virk: esposa de Khushbeer; Fateh, Amrik, Mahi y la madre de Simran (2021-presente)
- Rashmeet Kaur Sethi como Mahi Singh Virk: la hija de Gurpreet y Khushbeer; Simran, hermana de Fateh y Amrik (2021-presente)
- Chetna Singh como Simran Singh Virk: hija de Gurpreet y Khushbeer; Fateh, hermana de Amrik y Mahi; La madre de Candy; esposa de Buzzo (2021-presente)
- Raman Dhagga como Rupy Singh Sandhu: esposo de Satti; Tejo, el padre de Jasmin y Dilraj (2021-presente)
- Kamal Dadiala como Satti Kaur Sandhu: esposa de Rupy; Tejo, Jasmin y la madre de Dilraj (2021-presente)
- Jaivik Wadhwa como Candy: hijo de Simran; Hijo adoptivo de Buzzo (2021-presente)
- Ranjit Riaz Sharma como Bauji: Khushbeer, padre de Balbir y Pammi; abuelo de Fateh, Amrik, Mahi y Simran (2021-presente)
- Jaswant Daman como Beeji: Khushbeer, la madre de Balbir y Pammi; Fateh, Amrik, Mahi y la abuela de Simmi (2021-presente)
- Desconocido como Balbir Singh Virk: esposo de Nimmo; Khushbeer y el hermano de Pammi; tío de Fateh, Amrik, Mahi y Simmi (2021-presente)
- Amandeep Kaur como Nimmo Kaur Virk: esposa de Balbeer; la hermana de Gurpreet; Tía de Fateh, Amrik, Mahi y Simran (2021-presente)
- Abhiraaj Chawla como Abhiraaj Singh Sandhu: Lovely e hijo de Harman; Hermano de Navraj; Tejo, Jasmin y el primo de Dilraj (2021-presente)
- Mohinder Gujral como Sukhmini Kaur Sandhu: madre de Rupy y Harman; abuela de Tejo, Jasmin, Abhiraaj, Navraj y Dilraj (2021-presente)
- Amrit Chahal como Lovely Kaur Sandhu: la esposa de Harman; Abhiraaj y la madre de Navraj (2021-presente)
- Sukhpal Singh como Harman Singh Sandhu: el marido de Lovely; Abhiraaj y el padre de Navraj (2021-presente)
- Preet Rajput como Navraj Singh Sandhu: Lovely y el hijo de Harman; hermano de Abhiraj; Tejo, primo de Jasmin y Dilraj (2021-presente)
- Tavish Gupta como Dilraj Singh Sandhu: el hijo de Rupy y Satti; el hermano de Tejo y Jasmin; primo de Abhiraj y Navraj (2021-presente)
- Virsa Riar como Buzzo: amigo de Fateh; el marido de Simran; padre adoptivo de Candy (2021-presente)
- Bhavya Sharma como Riya Maan: hija de Preet y Arjun (2021-presente)
- Mohit Nain como Gippy: ex prometido de Jasmin (2021)
- Lokesh Batta como Jass Kohli: exmarido de Tejo (2021-presente)
- Santosh Malhotra como la Sra. Kohli: madre de Jass (2021)
- Amanpreet Kaur como Preeto: el mejor amigo de Jasmin; la hermana de Neetu (2021)
- Loveneet Kaur como Sweety: la mejor amiga de Jasmin (2021-presente)
- Pardeep Soni como Manjit Singh Bajwa: esposo de Pammi; tío de Fateh, Amrik, Mahi y Simran (2021)
- Kiran Kaur como Pammi Kaur Bajwa: esposa de Manjit; Khushbeer y la hermana de Balbir; la tía de Fateh, Amrik, Mahi y Simmi (2021)
- Anju Kapoor como Saroop: Tejo, Jasmin y la tía de Dilraj (2021)
- Pawan Dhiman como Gurpreet y el hermano de Nimmo; Fateh, Amrik, Mahi y el tío materno de Simran (2021)
- Rishabh Mehta como Sandeep: ex amante de Jasmin (2021)
- Sourav Jain como el estudiante de Tejo: el estudiante de Tejo que disparó a Tejo (2021)

### Elenco invitado
- Ravi Dubey como Matsya: Para promover Matsya Kaand (2021)
- Gurpreet Ghuggi para las celebraciones de Diwali (2021)
- Gippy Grewal para las celebraciones de Diwali (2021)
- Gurnam Bhullar para las celebraciones de Diwali (2021)
- Avinash Mukherjee como Aarav Oswal de Sasural Simar Ka 2 (2021)
- Radhika Muthukumar como Simar Narayan de Sasural Simar Ka 2 (2021)
- Nimrit Kaur Ahluwalia como Seher Kaur Gill de Choti Sarrdaarni (2021)
- Mahir Pandhi como Rajveer Babbar de Choti Sarrdaarni (2021)
- Aakash Ahuja como Purab Singhania de Thapki Pyaar Ki 2 (2021)
- Jigyasa Singh como Thapki Tripathi de Thapki Pyaar Ki 2 (2021)

## Recepción

### Audiencia
| Semana          | Punto de clasificación de televisión | Clasificaciones | Referencias |
| --------------- | ------------------------------------ | --------------- | ----------- |
| Semana 36, 2021 | 2.7                                  | 4               | [ 6 ]       |
| Semana 37, 2021 | 2.6                                  | 5               | [ 7 ]       |
| Semana 38, 2021 | 2.9                                  | 3               | [ 8 ]       |
| Semana 39, 2021 | 2.6                                  | 4               | [ 9 ]       |
| Semana 40, 2021 | 2.6                                  | 4               | [ 10 ]      |
| Semana 41, 2021 | 2.5                                  | 4               | [ 11 ]      |
| Semana 42, 2021 | 2.7                                  | 3               | [ 12 ]      |
| Semana 43, 2021 | 2.8                                  | 3               | [ 13 ]      |
| Semana 44, 2021 | 2.5                                  | 3               | [ 14 ]      |
| Semana 45, 2021 | 2.7                                  | 3               | [ 15 ]      |
| Semana 46, 2021 | 2.7                                  | 3               | [ 16 ]      |
| Semana 47, 2021 | 2.7                                  | 3               | [ 17 ]      |
| Semana 48, 2021 | 3.1                                  | 2               | [ 18 ]      |
| Semana 49, 2021 | 2.9                                  | 3               | [ 19 ]      |